# 강인형 (배우)
강인형(1979년 2월 1일 ~ )은 대한민국의 배우이다.

## 출신학교
- 단국대학교 사범대학 부속고등학교

## 연기 활동

### 텔레비전 드라마
- 2004년 MBC 단막극 베스트극장 《완벽한 룸메이트》 ... 지유 역
- 2005년 KBS2 미니시리즈 《러브홀릭》 ... 정호태 역
- 2006년 수퍼액션 드라마 《시리즈 다세포 소녀》 ... 일진 역
- 2007년 SBS 대하드라마 《왕과 나》 ... 문소운 역

### 영화
- 2006년 《아파트》 ... 대학생 역
- 2007년 《숨》 ... 어린 죄수 역
- 2007년 《판타스틱 자살소동》 ... 필립 역
- 2009년 《물 좀 주소》 ... 심수교 역
- 2011년 《죽이러 갑니다》 ... 태현 역
- 2012년 《남영동1985》 ... 군의관 역
- 2013년 《어떤 시선》 ... 원재 역